# Sensibilità (statistica)
Con il termine sensibilità, in statistica, più precisamente nel campo della epidemiologia, si indica la capacità intrinseca di un test di screening di individuare in una popolazione di riferimento i soggetti malati. Tale concetto si contrappone a quello di specificità cioè la capacità del test di individuare come veri negativi i soggetti sani.
Non è correlato alla prevalenza della malattia in esame.

## Calcolo
Essa è data dalla proporzione dei soggetti realmente malati e positivi al test (veri positivi) rispetto all'intera popolazione dei malati.
Un test sarà tanto più sensibile quanto più bassa risulterà la quota dei falsi negativi (cioè di soggetti malati erroneamente identificati dal test come sani). Un test molto sensibile, in definitiva, ci consente di limitare la possibilità che un soggetto malato risulti negativo al test.
Supponiamo che un test di screening dia come risultato solamente due opzioni: positivo al test e negativo. Essere positivi al test equivale ad essere ammalato, ma indagini diagnostiche successive possono rivelare l'effettiva malattia o meno. Perciò si otterranno 4 tipologie di osservati: Sani Negativi (veri negativi), Sani Positivi (falsi positivi), Malati Positivi (veri positivi) e Malati Negativi (falsi negativi), rappresentabili così in tabella:
|          | Malati  | Sani    |
| -------- | ------- | ------- |
| Positivi | Veri +  | Falsi + |
| Negativi | Falsi - | Veri -  |

La sensibilità del test verrà così calcolata:
Sensibilità = Veri positivi / Totale malati = Veri positivi / (Veri positivi + Falsi negativi)

## Esempio
Viene condotto uno screening tramite l'utilizzo di un test su una popolazione di 86 persone, le quali poi vengono tutte sottoposte ad un'indagine diagnostica e si ottiene la situazione che segue:
|          | Malati | Sani |
| -------- | ------ | ---- |
| Positivi | 25     | 2    |
| Negativi | 4      | 55   |

Calcoliamo la sensibilità del test di screening:
{\displaystyle S={\frac {25}{25+4}}={\frac {25}{29}}=0,862=86,2\%}